# Maryella reducta
Maryella reducta är en tvåvingeart som beskrevs av James E. Sublette och Wirth 1980. Maryella reducta ingår i släktet Maryella och familjen fjädermyggor. Inga underarter finns listade i Catalogue of Life.